# Paleariza
Le Paleariza (qui signifie « racine ancienne » en grec de Calabre) est un festival musical et ethno-culturel organisé annuellement dans la zone ionienne et hellénophone de la province de Reggio de Calabre et qui, depuis 1997, constitue la carte de visite ethno-touristique et culturelle de l'ensemble de la zone.

## Caractéristiques
Le nom « Paleariza » fait référence au lien indissoluble du festival avec la zone de l'Aspromonte, caractérisée par la présence d'une langue dont la tradition essentiellement orale représente la particularité du lieu. Le festival atteint le double objectif de présenter au monde extérieur les particularités ethnoculturelles de la région de langue grecque et d'attirer des contenus dans cette même région, en créant un moment de rencontre entre le contexte local et le contexte global, mais aussi en favorisant la mise en réseau des différentes réalités locales qui ont souvent fonctionné de manière indépendante en termes d'offre culturelle.
Au cours des treize premières années, l'événement a pour directeur artistique l'anthropologue Ettore Castagna. Cette phase est la plus expérimentale dans le choix des propositions musicales et la reproposition des traditions populaires de la région : on peut rappeler la renaissance du ballo do camiddu, le palio degli scecchi, les nombreux concerts de musiciens traditionnels et les sélections d'artistes peu connus qui sont proposées avec un goût pour la recherche. Le festival de musique était accompagné d'événements annexes tels que des conférences, des projections vidéo, des randonnées et des visites guidées.
Autour de paleariza gravitent de grands noms de la musique tels que Teresa De Sio, Enzo Avitabile, Bollywood Brass Band, Noa, Hevia, et Angelo Branduardi. Le festival est généralement organisé dans les villes d'Africo, Bagaladi, Bova, Bova Marina, Brancaleone, Condofuri, Gallicianò, Amendolea, Melito di Porto Salvo, Pentedattilo, Palizzi, et Staiti. Pendant la Paleariza, durant une vingtaine de jours, les participants parcourent des kilomètres de routes souvent sinueuses menant à de beaux villages de montagne qui ouvrent leurs portes et offrent leur hospitalité traditionnelle à un public nombreux les soirs de fête.
Les sites les plus difficiles d'accès sont souvent les plus fascinants, comme le centre abandonné de Roghudi Vecchio, où il n'y a pas d'électricité et où l'on doit se contenter d'une traînée de bougies et d'un petit générateur, ou l'église byzantine de Santa Maria dei Tridetti. En coordination avec certaines dates, les guides officiels du parc national de l'Aspromonte organisent un trekking jusqu'au lieu du concert à travers une longue marche pour découvrir ces montagnes. À chaque date, les habitants collaborent en installant des stands de spécialités ethno-gastronomiques qui offrent au public de Paleariza l'occasion d'entrer en contact direct avec des aspects importants de l'ancienne culture locale.